# Hanenburg (Ede)

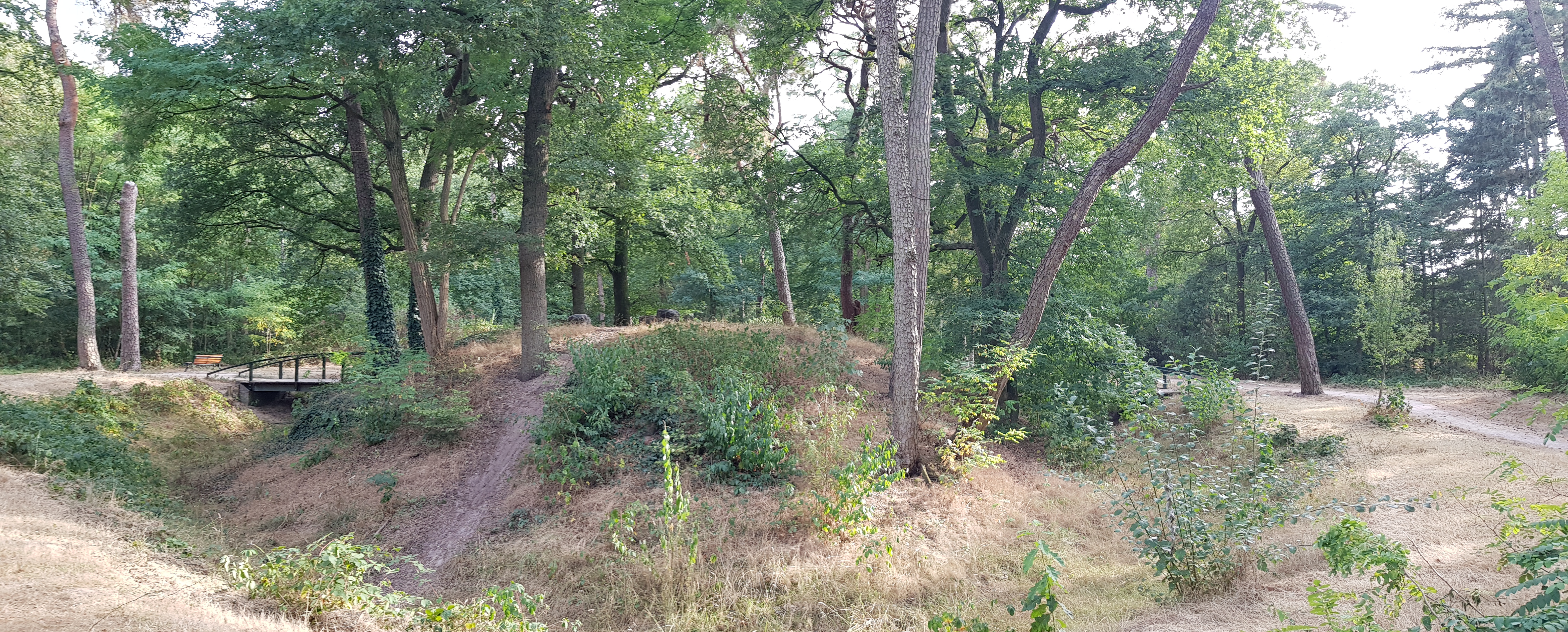
De Hanenburg

De Hanenburg is een omgracht heuveltje in de Nederlandse gemeente Ede. Het heuveltje ligt ten noorden van het dorp Ede op het landgoed Kernhem op ongeveer 250 meter ten westen van Huis Kernhem. Op ongeveer 200 meter naar het zuiden ligt aan de overzijde van de Kernhemselaan (verlengde van de Doolhoflaan) op het landgoed de Vissenkom.
Over het heuveltje loopt een pad met aan beide kanten een bruggetje over de gracht.
De Hanenburg wordt door de gemeente, samen met de Vissenkom, bomenlanen en het doolhof, aangeduid als kernkwaliteit van het Landgoed Kernhem. Het gebied was een beschermd stads- en dorpsgezicht, dat sinds 2003 beschermd wordt via het bestemmingsplan.

## Geschiedenis
In de voorchristelijke tijd bevond zich mogelijk hier reeds een zonneobservatorium en rond 1500 voor Chr. was er hier reeds bewoning.
In 1715 werd rondom Huis Kernhem een park aangelegd in classicistische stijl, gekenmerkt door bomenlanen met een centrale symmetrische as die tussen de Hanenburg en de Vissenkom doorliep. Aan het begin van de 19e eeuw werd het park in landschappelijke stijl aangepast en werd er rond de Hanenburg een parkje ingericht met slingerende paden. De Hanenburg vormde samen met de Vissenkom voor de bewoners een aantrekkelijke plek om naar toe te lopen. Op het heuveltje heeft vroeger ook een theehuis gestaan, in 1920 werd de theekoepel afgebroken.
In 1970 werd het landgoed inclusief de Hanenburg geschonken aan de gemeente Ede.
Aan het eind van de jaren 1980 werd het park van Kernhem opgeknapt.